# Gars (Alpes-Maritimes)
Gars ist eine französische Gemeinde mit 70 Einwohnern (Stand 1. Januar 2022) im Département Alpes-Maritimes in der Region Provence-Alpes-Côte d’Azur. Sie gehört zum Arrondissement Grasse und zum  Kanton Grasse-1.

## Lage
Die Gemeinde wird vom Fluss Estéron passiert und liegt im Regionalen Naturpark Préalpes d’Azur.
Nachbargemeinden sind Amirat im Norden, Les Mujouls im Osten, Le Mas im Süden, Saint-Auban im Südwesten und Briançonnet im Westen.

## Bevölkerungsentwicklung
| Jahr                       | 1962 | 1968 | 1975 | 1982 | 1990 | 1999 | 2007 | 2019 |
| Einwohner                  | 63   | 73   | 64   | 83   | 70   | 49   | 59   | 73   |
| Quellen: Cassini und INSEE |      |      |      |      |      |      |      |      |

## Sehenswürdigkeiten
- Kirche Saint-Sauveur

Siehe auch: Liste der Monuments historiques in Gars (Alpes-Maritimes)

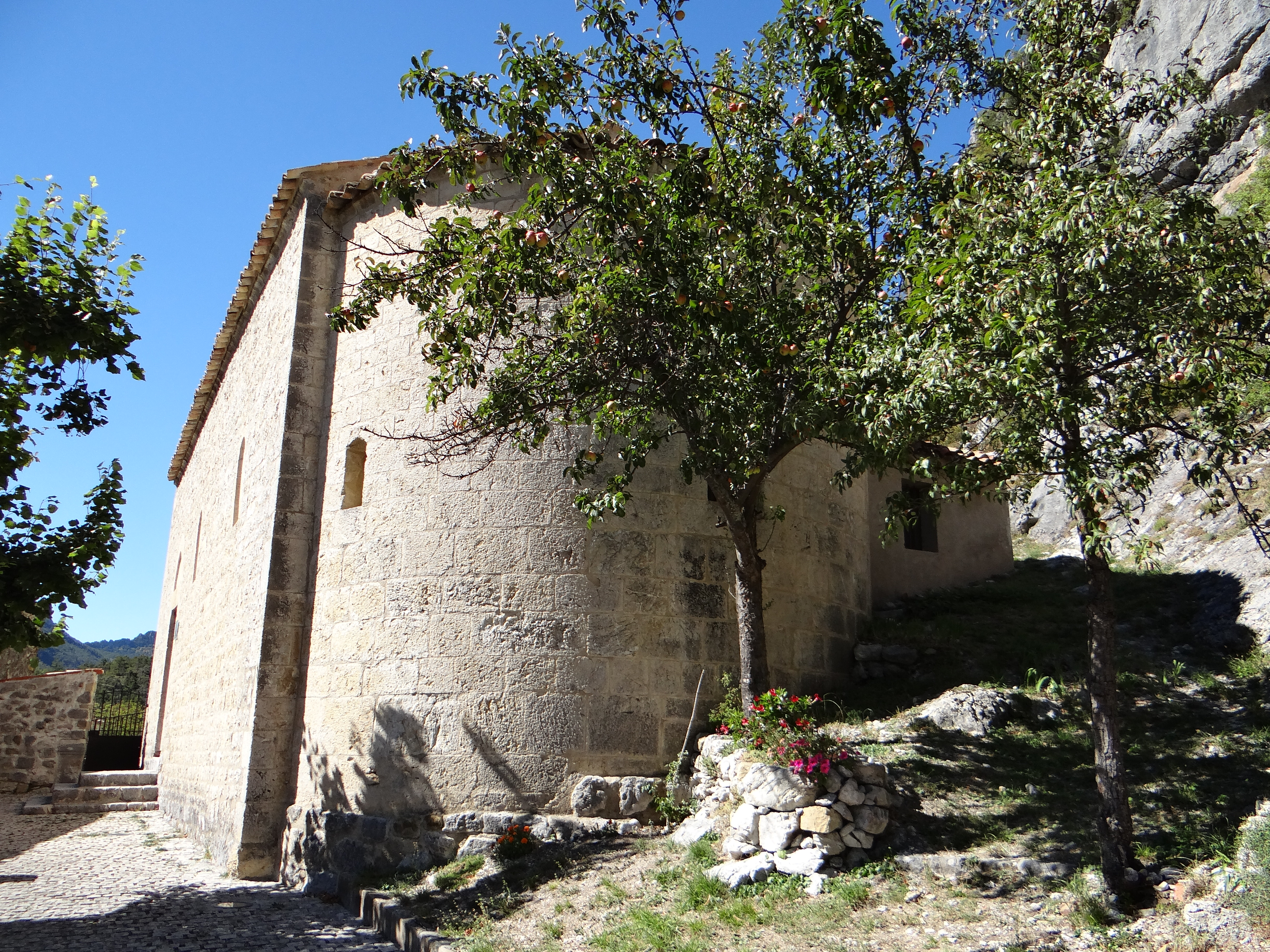
Kirche Saint-Sauveur

## Persönlichkeiten
- Célestin Freinet (* 15. Oktober 1896 in Gars; † 8. Oktober 1966 in Vence), französischer Pädagoge